# 張治道
张治道（1487年—1556年），字時濟，改字孟独，别号太微山人，陕西西安府长安县人。明朝政治人物。

## 生平
正德八年（1514年）癸酉科舉人，正德九年（1514年）联捷甲戌科進士。五月授长垣县知县，升刑部主事（1550年左右），因病辞官还乡。
与乡人康海、王九思等交往密切。

## 著作
有《张太微诗集》12卷，《后集》4卷、《嘉靖集》等。

## 家族
曾祖张大。祖父张二。父张通（1458年-1523年），字大亨，封承德郎刑部主事。母高氏。弟张治化。
子张车，壬子举人，娶兵部尚書劉儲秀長女，一女適西安府学生王玠。